# Срочная доставка
«Срочная доставка» (англ. Premium Rush) — остросюжетный боевик режиссёра Дэвида Кеппа, в главных ролях Джозеф Гордон-Левитт, Майкл Шэннон, Дания Рамирес и Джейми Чон. Премьера в США состоялась 24 августа 2012 года.

## Сюжет
Уайли работает в Нью-Йорке курьером-велосипедистом в фирме по срочной доставке. Однажды он получает заказ от Нимы, знакомой своей подруги Ванессы. Ванесса работает в той же фирме по срочной доставке и от неё Нима знает, что на Уайли можно положиться. Уайли использует велосипед без тормозов и полагается на свои обостренные чувства, чтобы доставлять посылки за рекордное время.
В своё время Нима приехала из Китая по студенческой визе. В Китае остался её сын, которого она хотела после обустройства перевезти в Нью-Йорк, но по политическим мотивам китайские власти запретили ему выезд. Нима обратилась к «импортёру», нелегальному перевозчику людей. В качестве оплаты «импортёр» принимает не наличные деньги, а «билет» — подобие денежного чека некоего «банка» — китайской нелегальной финансовой организации, базирующейся в Нью-Йорке. Нима кладёт в «банк» все свои деньги, получает «билет» и отдаёт его в запечатанном конверте Уайли, чтобы он к 19:00 доставил его «импортёру» в условленное место.
В это же время полицейский Бобби Манди, завязший в карточных долгах, отрабатывает долг у китайских гангстеров. Ему дают поручение раздобыть «билет», ведь по нему гангстеры смогут изъять из «банка» все сданные Нимой деньги. Манди через Ванессу выходит на Ниму, через Ниму выходит на Уайли и на автомобиле гоняется за его велосипедом по всему маршруту доставки. По ходу действия фильма Уайли узнаёт подробности всей истории с «билетом», а в погоню в той или иной степени постепенно вовлекаются полицейский-велосипедист, Ванесса, ещё один курьер Мэнни (который конкурирует с Уайли и пытается брутально ухаживать за Ванессой), а также китайские гангстеры, полицейские и медики Нью-Йорка.

## В главных ролях
- Джозеф Гордон-Левитт — Уайли
- Джейми Чон — Нима[5]
- Майкл Шэннон — Бобби Манди[5]
- Дания Рамирес — Ванесса
- Аасиф Мандви — Радж
- Уоли Паркс — Мэнни
- Аарон Твейт — Кайл
- Крис Плэйс — полицейский-велосипедист